# Antaifasy
Els antaifasy o antefasy són un grup ètnic de Madagascar que viu a la regió costanera del sud-est al voltant de Farafangana. El seu nom malgaix significa «els que viuen a la sorra» i històricament són un poble de pescadors i agricultors, reclutats a la força per a realitzar treballs forçats (fanampoana) i portats a Antananarivo com a esclaus sota l'autoritat del regne d'Imerina al segle xix. La societat antaifàsica es troba dividida tradicionalment en tres grups, cadascun governat per un rei i condicionats a les restriccions dels codis morals tradicionals.

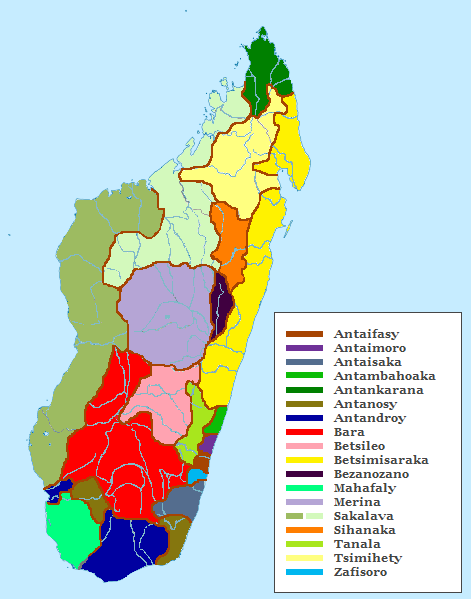
Distribució dels grups ètnics de Madagascar

Els seus orígens són incerts. A partir de la dècada de 1680, van entrar en conflicte amb el poble veí antemuru. Les escaramusses entre els clans van continuar al llarg del segle xviii sense que cap dels dos aconseguís una victòria clara sobre l'altre. Durant un curt període, els antaifasy van ser dominats pels antemuru, però van ser alliberats per un rei antaifasy anomenat Maseba. Durant el segle xviii es van dedicar al comerç costaner. Durant aquest període, el rei Ifara va esdevindre un dels més importants, al monopolitzar el comerç amb els vaixells europeus, arribant a ser prou poderós com per tenir el control sobre tot el comerç i els viatges al riu Manampatrana. A principis del segle xix el seu regne va ser envaït per l'exèrcit merina i es va convertir en vassall del regne d'Imerina, a les Terres altes centrals. Després d'anys de resistència antaifasy al domini merina, Rainivoninahitriniony, més tard primer Ministre de Madagascar, va dirigir una altra campanya militar el 1852 per reforçar l'autoritat dels merina a la zona. Durant aquesta campanya els antaifasy van fugir a una illa anomenada Anosinandriamba on creien que estarien fora de perill, però l'exèrcit merina va fabricar basses de bambú per creuar el mar i capturar-los per sorpresa. En les conquestes militars dels merina a l'època, els homes antaifasy capturats eren assassinats i les dones i els nens eren portats com a esclaus a Imerina. Durant aquest temps van ser capturats més d'un milió d'esclaus, majoritàriament de les ètnies antaifasy, antaisaka, antanosy i betsileo.
Els antaifasy van romandre resistents a la dominació dels Merina i mai van ser subjugats del tot. En un esforç per debilitar-los, els merina van brindar suport als zafisoro, un poble que els antaifasy havien governat anteriorment. Tot i la colonització francesa el 1896 i el col·lapse de la monarquia merina el 1897, l'animositat entre els dos grups ha persistit en el temps i ocasionalment ha esclatat en conflictes violents, com va passar el 1922, 1936 i 1990, causant dotzenes de morts. Durant l'aixecament malgaix de 1947, els líders malgaixos del moviment de resistència contra el domini francès (alguns dels quals estaven alineats amb els interessos dels merina) van aprofitar el context polític inestable instigant als zafisoro a atacar els antaifasy i, en vespres de la independència de França, dos germans antefasy van fundar la Union Démocratique et Sociale (Unió Democràtica i Social) (1957), un dels partits polítics més reeixits de tota l'illa. Els seus representants van ocupar els primers llocs en els Consells Provincials de Toliara i Fianarantsoa. Un dels fundadors del partit, Norbert Zafimahova, va ser escollit dues vegades com a president de l'Assemblea Territorial, delegat per representar els interessos de Madagascar al Senat francès el 1958.